# Nastri d'argento 2004
Els Nastri d'argento 2004 foren la 59a edició de l'entrega dels premis Nastro d'Argento (Cinta de plata) que va tenir lloc el 28 de febrer de 2004 al teatre grecoromà de Taormina. a la inauguració del Taormina Film Fest. Les candidatures es van fer públiques el 28 de febrer de 2004.

## Guanyadors

### Millor director
- Marco Tullio Giordana - La meglio gioventù
- Marco Bellocchio - Buongiorno, notte
- Bernardo Bertolucci - Els somiadors (The Dreamers)
- Ciprì e Maresco - Il ritorno di Cagliostro
- Ermanno Olmi - Cantando dietro i paraventi
- Paolo Virzì - Caterina va in città

### Millor director novell
- Franco Battiato - Perdutoamor
- Luca D'Ascanio - Bell'amico
- Eleonora Giorgi - Uomini & donne, amori & bugie
- Alessandro Haber - Scacco pazzo
- Salvatore Mereu - Ballo a tre passi
- Piero Sanna - La destinazione

### Millor productor
- Angelo Barbagallo - La meglio gioventù
- Gianluca Arcopinto i Andrea Occhipinti - Ballo a tre passi
- Roberto Cicutto i Luigi Musini - Cantando dietro i paraventi
- Domenico Procacci - Segreti di Stato, Ora o mai più, Liberi i B.B. e il cormorano
- Marco Risi i Maurizio Tedesco - Bell'amico

### Millor argument
- Ermanno Olmi - Cantando dietro i paraventi
- Giorgia Cecere - Il miracolo
- Daniele Ciprì, Franco Maresco i Lillo Iacolino - Il ritorno di Cagliostro
- Luca D'Ascanio - Bell'amico
- Riccardo Milani - Il posto dell'anima

### Millor guió
- Sandro Petraglia i Stefano Rulli - La meglio gioventù
- Franco Battiato i Manlio Sgalambro Perdutoamor
- Marco Bellocchio - Buongiorno, notte
- Salvatore Mereu - Ballo a tre passi
- Francesco Bruni i Paolo Virzì - Caterina va in città

### Millor actor protagonista
- Alessio Boni, Fabrizio Gifuni, Luigi Lo Cascio i Andrea Tidona - La meglio gioventù ex aequo Roberto Herlitzka - Buongiorno, notte
- Sergio Castellitto - Caterina va in città
- Ennio Fantastichini - Alla fine della notte
- Sergio Rubini - Mio cognato

### Millor actriu protagonista
- Adriana Asti, Sonia Bergamasco, Maya Sansa i Jasmine Trinca - La meglio gioventù
- Adriana Asti i Franca Valeri - Tosca e altre due
- Valeria Golino - Prendimi e portami via
- Violante Placido - Ora o mai più
- Maya Sansa - Buongiorno, notte

### Millor actriu no protagonista
- Margherita Buy - Caterina va in città
- Anna Maria Barbera - Il paradiso all'improvviso
- Donatella Finocchiaro - Perdutoamor
- Sabrina Impacciatore - Al cuore si comanda
- Stefania Rocca - La vita come viene

### Millor actor no protagonista
- Arnoldo Foà - Gente di Roma
- Claudio Amendola - Caterina va in città
- Luigi Maria Burruano - Liberi
- Michele Placido - Il posto dell'anima
- Bud Spencer - Cantando dietro i paraventi

### Millor banda sonora
- Paolo Fresu - L'isola
- Salvatore Bonafede - Il ritorno di Cagliostro
- Ivan Iusco - Mio cognato
- Andrea i Ennio Morricone - Al cuore si comanda
- Carlo Virzì - Caterina va in città

### Millor fotografia
- Fabio Olmi - Cantando dietro i paraventi
- Arnaldo Catinari - Caterina va in città i My Name Is Tanino
- Fabio Cianchetti - Els somiadors (The Dreamers)
- Daniele Ciprì - Il ritorno di Cagliostro
- Pasquale Mari - Buongiorno, notte

### Millor vestuari
- Francesca Livia Sartori - Cantando dietro i paraventi
- Grazia Colombini - Gli indesiderabili
- Elisabetta Montaldo - La meglio gioventù
- Gabriella Pescucci - Perdutoamor
- Alessandra Torella - Tosca e altre due

### Millor escenografia
- Luigi Marchione - Cantando dietro i paraventi
- Marco Dentici - Buongiorno, notte
- Osvaldo Desideri i Eva Desideri - Gli indesiderabili
- Francesco Frigeri - Perdutoamor
- Renato Lori - Scacco pazzo

### Millor muntatge
- Roberto Missiroli - La meglio gioventù
- Francesca Calvelli - Buongiorno, notte
- Fabio Nunziata - Il ritorno di Cagliostro
- Jacopo Quadri - Els somiadors (The Dreamers)
- Cecilia Zanuso - Caterina va in città

### Millor so en directe
- Fulgenzio Ceccon - La meglio gioventù
- Gaetano Carito - Buongiorno, notte
- Marco Fiumara - Ora o mai più
- Tullio Morganti - Mio cognato
- Bruno Pupparo - Il posto dell'anima i Liberi

### Millor cançó
- Prima dammi un bacio de Lucio Dalla - Prima dammi un bacio
- La canzone di Vesuvia de Edoardo i Eugenio Bennato - Totò Sapore e la magica storia della pizza
- Core fujente de Pino Daniele - Opopomoz
- 'E femmene de Vincenzo Salemme - Ho visto le stelle!
- Il paradiso all'improvviso de Gianluca Sibaldi - Il paradiso all'improvviso

### Millor pel·lícula estrangera
- Sofia Coppola - Lost in Translation
- Denys Arcand - Les Invasions barbares
- Wolfgang Becker - Good Bye, Lenin!
- Fernando Meirelles – Cidade de Deus
- Quentin Tarantino - Kill Bill: Volum 1
- Lars von Trier - Dogville

### Millor documental
- Sogni di cuoio de César Meneghetti i Elisabetta Pandimiglio

### Millor curtmetratge
- On the Loose de Manuela Mancini

### Nastro d'Argento europeu
- Fanny Ardant

### PremiGuglielmo Biraghi
- Corrado Fortuna - My Name Is Tanino i Perdutoamor
- Alice Teghil - Caterina va in città